# Eduard Gufeld

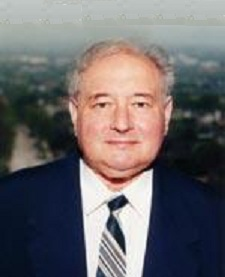
Eduard Gufeld

Eduard Jefimowitsch Gufeld (russisch Эдуард Ефимович Гуфельд, wiss. Transliteration Ėduard Efimovič Gufel'd; * 19. März 1936 in Kiew; † 23. September 2002 in Los Angeles) war ein sowjetischer Schachspieler.

## Leben
Eduard Gufeld verlor früh seinen Vater und wuchs unter der Obhut seiner Mutter Ewa Juliewna in Kiew auf. Er hatte eine Schwester Lidia. Während des Zweiten Weltkriegs wurde die Familie nach Samarkand evakuiert. Später lebte er viele Jahre in Tiflis. Gufeld war in seiner Jugend ein guter Fußballspieler, wandte sich dann aber dem Schach zu. Sein erstes Turnier spielte er 1953.
Zwischen 1959 und 1972 qualifizierte er sich acht Mal für die Landesmeisterschaften der Sowjetunion, die seinerzeit zu den am stärksten besetzten Turnieren der Welt zählten. Seine beste Platzierung bei diesen Meisterschaften war ein 7. Platz in Leningrad 1963. Den Titel eines Internationalen Meisters errang er 1964, Großmeister wurde er 1967. Auch wenn er wegen seiner wechselhaften Leistungen nicht in die absolute Spitze der sowjetischen Spieler vordringen konnte, gelangen ihm vereinzelt Siege gegen Weltklassespieler wie Wassili Smyslow, Michail Tal, Boris Spasski und Viktor Kortschnoi. Als Angehöriger der Sowjetarmee spielte er in zahlreichen Armeemeisterschaften. Außerdem arbeitete er als Schachjournalist und Trainer. Unter anderem war er Betreuer der Schachweltmeisterin Maia Tschiburdanidse sowie der Frauennationalmannschaft bei mehreren Schacholympiaden. Im Weltschachbund FIDE setzte er sich für die Einrichtung eines Komitees für Schachkunst ein.
Gufeld unternahm viele Auslandsreisen zu Schachturnieren. Da Reisegenehmigungen für sowjetische Schachspieler von den Behörden normalerweise sehr restriktiv gehandhabt wurden, führte dies zu der bis heute nicht geklärten Vermutung, dass er KGB-Agent gewesen sei. Im Jahre 1995 emigrierte er in die USA und nahm dort in seinen letzten Lebensjahren an zahlreichen offenen Turnieren teil, zuletzt im März 2002 in Las Vegas.
Gufeld war als Autor an über fünfzig Schachbüchern beteiligt, die allerdings in Fachkreisen nicht besonders hoch geschätzt wurden, da sie sich oft als oberflächlich recherchiert erwiesen. Gern erzählte er Anekdoten, gleichgültig, ob sie nun wahr waren oder auch nicht. Dennoch begeisterte er damit viele Menschen für das Schachspiel. Der russische Großmeister Gennadi Sosonko nannte ihn einen „chess salesman“ (Handelsreisenden in Sachen Schach).
Gufeld war anerkannter Experte der Königsindischen Verteidigung und bezeichnete den fianchettierten schwarzen Läufer als seine Lieblingsfigur, welcher deshalb auch oft scherzhaft „Gufeld-Läufer“ genannt wird.
Er starb an den Folgen eines Schlaganfalls im Cedars-Sinai Medical Center in Los Angeles.
Gufelds letzte Elo-Zahl betrug 2434, seine höchste Elo-Zahl von 2570 erreichte er 1977. Seine beste historische Elo-Zahl vor Einführung der Elo-Zahlen war 2642, er erreichte sie im Oktober 1968 und Januar 1969.

## Partie
|   | a | b | c | d | e | f | g | h |   |
| 8 |   |   |   |   |   |   |   |   | 8 |
| 7 |   |   |   |   |   |   |   |   | 7 |
| 6 |   |   |   |   |   |   |   |   | 6 |
| 5 |   |   |   |   |   |   |   |   | 5 |
| 4 |   |   |   |   |   |   |   |   | 4 |
| 3 |   |   |   |   |   |   |   |   | 3 |
| 2 |   |   |   |   |   |   |   |   | 2 |
| 1 |   |   |   |   |   |   |   |   | 1 |
|   | a | b | c | d | e | f | g | h |   |

Gufelds „Visitenkarte“ war die folgende Gewinnpartie gegen Wladimir Bagirow, die er bei jeder sich bietenden Gelegenheit vorführte und als seine Mona Lisa bezeichnete. Der Verlierer äußerte Jahre später, Gufeld habe diese Partie so oft veröffentlicht, dass er mit den Honoraren seine gesamte Wohnungseinrichtung finanzieren konnte.
Bagirow–Gufeld 0:1
Kirowabad, Juni 1973
Königsindische Verteidigung, E84
1. d2–d4 g7–g6 2. c2–c4 Lf8–g7 3. Sb1–c3 d7–d6 4. e2–e4 Sg8–f6 5. f2–f3 0–0 6. Lc1–e3 (Gegen Jonathan Mestel gewann er nach 6. Lc1–g5 Sb8–c6 7. Sg1–e2 a7–a6 8. Dd1–d2 Ta8–b8 9. h2–h4 h7–h5 10. 0–0–0 b7–b5 11. Le3–h6 e7–e5 12. Lh6xg7 Kg8xg7 13. d4xe5 d6xe5 14. Dd2–g5 Dd8–e7 15. Sc3–d5 Sf6xd5 16. e4xd5 f7–f6 17. Dg5–d2 Tf8–d8 18. g2–g4 b5xc4 19. Se2–c3 hxg4 20. Lf1xc4 Sc6–d4 21. fxg4 Lc8xg4 22. Td1–f1 Tb8–b4 23. h4–h5 Tb4xc4 24. h5xg6 Tc4xc3+ 25. Dd2xc3 Sd4–e2+ 26. Kc1–c2 Se2xc3 27. Th1–h7+ Kg7xg6 als Schwarzer in Hastings 1986/87) Sb8–c6 7. Sg1–e2 Ta8–b8 8. Dd1–d2 a7–a6 9. Le3–h6 b7–b5 10. h2–h4 e7–e5 11. Lh6xg7 Kg8xg7 12. h4–h5 Kg7–h8 13. Sc3–d5 b5xc4 14. h5xg6 f7xg6 15. Dd2–h6 Sf6–h5 16. g2–g4 Tb8xb2 17. g4xh5 g6–g5 18. Th1–g1 g5–g4 19. 0–0–0 Tb2xa2 20. Se2–f4 e5xf4 21. Sd5xf4 Tf8xf4 22. Dh6xf4 c4–c3 23. Lf1–c4 Ta2–a3 24. f3xg4 Sc6–b4 25. Kc1–b1 Lc8–e6 26. Lc4xe6 Sb4–d3 27. Df4–f7 Dd8–b8+ 28. Le6–b3 Ta3xb3+ 29. Kb1–c2 Sd3–b4+ 30. Kc2xb3 Sb4–d5+ 31. Kb3–c2 Db8–b2+ 32. Kc2–d3 Db2–b5+ 0:1
Das Matt wäre nach 33. Kc2 De2+ 34. Td2 Dxd2+ 35. Kb3 Db2+ 36. Kc4 Db5 perfekt.